# Corinne Conley
Pour les articles homonymes, voir Conley.
Corinne Conley est une actrice américaine née le 23 mai 1929 à Bradford, Virginie (États-Unis).

## Filmographie
- 1953 : Tit-Coq : Rosie
- 1956 : Flight Into Danger (TV)
- 1956 : General Motors Presents (épisode : Till Death Do Us Part)
- 1961 : The Superior Sex (série télévisée)
- 1964 : Rudolph, the Red-Nosed Reindeer (TV) : Doll / Others (voix)
- 1971 : The Return of Count Yorga : Witch
- 1965 : Des jours et des vies ("Days of Our Lives") (série télévisée) : Phyllis Anderson #2 (1973-1982)
- 1985 : Les Dessous d'Hollywood ("Hollywood Wives") (feuilleton TV) : Norma
- 1987 : Nightstick (TV) : Lynette Beardsly
- 1991 : Une affaire personnelle (The Reckoning) (TV) : Dr. Monroe
- 1991 : Mark Twain and Me (TV) : Saleswoman
- 1992 : Deadly Matrimony (TV) : Geneviere Capstaff
- 1993 : Abus de confiance (Shattered Trust: The Shari Karney Story) (TV) : Female Judge
- 1995 : Butterbox Babies : Mrs. Chadway
- 1996 : Salt Water Moose : Grandma
- 1996 : Flash Forward (série télévisée) : Miss Pratt
- 1996 : Chair de poule (Goosebumps) (TV) : Tante Katherine (1 épisode)
- 1996 : Her Desperate Choice (TV) : Jody's Mother
- 1996 : Passion par procuration (The Care and Handling of Roses) (TV) : Margaret
- 1996 : Cleveland Woods Last Day on Earth
- 1997 : The Defenders: Payback (TV) : Judge Turner
- 1998 : Dead Husbands (TV) : Mrs. Catcher
- 2001 : Quads! (série télévisée) : Sister Butch (voix)
- 2002 : Guilty Hearts (TV) : Mae Moran
- 2002 : RFK (TV) : Rose Kennedy
- 2002 : Dérive fatale (Christmas Rush) (TV) : Gramma Pat
- 2003 : The Berenstain Bears (série télévisée) : Gran (voix)
- 2003 : Big Spender (TV) : Rita
- 2003 : Eloise at the Plaza (TV) : Mrs. Thornton
- 2003 : Eloise at Christmastime (TV) : Mrs. Thornton
- 2004 : Peep and the Big Wide World (série télévisée) : Hoot
- 2004 : Saving Emily (TV) : Grandma Wilton
- 2006 : L'Héritage de la peur (Legacy of Fear) (TV) : Mimi Wickersham
- 2009 : Le Visage du crime (Everything She Ever Wanted) (TV) : Nona Allanson